# Monarca de Brown
El monarca de Brown (Symposiachrus browni) és un ocell de la família dels monàrquids (Monarchidae).

## Hàbitat i distribució
Habita els boscos de les illes del Grup de Nova Geòrgia, a les Salomó.